# Результант
В математике, результантом {\displaystyle {\mathcal {R}}} двух многочленов {\displaystyle P(x)=a_{0}+a_{1}x+a_{2}x^{2}+\dots +a_{n}x^{n}} и {\displaystyle Q(x)=b_{0}+b_{1}x+b_{2}x^{2}+\dots +b_{m}x^{m}} над некоторым полем {\displaystyle \mathbb {K} }, называется выражение
{\displaystyle {\mathcal {R}}=\mathrm {res} (P,Q)=a_{n}^{m}b_{m}^{n}\prod _{P(\alpha )=0,\,Q(\beta )=0}(\alpha -\beta )},
где {\displaystyle \alpha } — корень {\displaystyle P(x)}, а {\displaystyle \beta } — корень {\displaystyle Q(x)}.
Иными словами, это произведение попарных разностей между их корнями. Произведение здесь берётся по всем корням в алгебраическом замыкании поля {\displaystyle \mathbb {K} } с учётом их кратностей; поскольку получающееся выражение является симметрическим многочленом от корней многочленов {\displaystyle P} и {\displaystyle Q} (лежащих, быть может, вне поля {\displaystyle \mathbb {K} }), оно тем самым оказывается многочленом от коэффициентов {\displaystyle P} и {\displaystyle Q}.

## Результант как определительматрицы Сильвестра
Результант естественным образом возникает в задаче нахождения наименьшего общего кратного многочленов методом неопределённых коэффициентов. 
Пусть {\displaystyle n=\deg P,\,m=\deg Q} и {\displaystyle T(x)} - наименьшее общее кратное (НОК) многочленов {\displaystyle P(x)} и {\displaystyle Q(x)}. 
Если {\displaystyle P(x)} и {\displaystyle Q(x)} взаимно просты, тогда {\displaystyle T(x)=P(x)Q(x)} и {\displaystyle \deg T(x)=\deg P+\deg Q=m+n} (полная степень). В противном случае степень многочлена {\displaystyle T(x)} должна быть неполной (меньше {\displaystyle m+n}). В этом случае {\displaystyle T(x)=P(x)u(x)=v(x)Q(x)}, причём {\displaystyle \deg u<m,\,\deg v<n}. Таким образом получено линейное соотношение 
{\displaystyle P(x)u(x)-v(x)Q(x)=0}.
Чтобы попытаться найти НОК неполной степени, записывают {\displaystyle u(x)} и {\displaystyle v(x)} в неопределённых коэффициентах {\displaystyle u(x)=u_{0}+u_{1}x+u_{2}x^{2}+\dots +u_{m-1}x^{m-1}} и {\displaystyle v(x)=v_{0}+v_{1}x+v_{2}x^{2}+\dots +v_{n-1}x^{n-1}}, после чего полученное выше соотношение приводит к однородной системе линейных уравнений:
{\displaystyle {\begin{pmatrix}a_{n}&0&\cdots &0&b_{m}&0&\cdots &0\\a_{n-1}&a_{n}&\cdots &\cdots &b_{m-1}&b_{m}&\cdots &\cdots \\a_{n-2}&a_{n-1}&\cdots &0&\cdots &\cdots &\cdots &\cdots \\\cdots &a_{n-2}&\cdots &a_{n}&\cdots &\cdots &\cdots &\cdots \\\cdots &\cdots &\cdots &a_{n-1}&b_{0}&b_{1}&\cdots &0\\a_{0}&a_{1}&\cdots &a_{n-2}&0&b_{0}&\cdots &b_{m}\\0&a_{0}&\cdots &\cdots &\cdots &0&\cdots &\cdots \\\cdots &\cdots &\cdots &a_{1}&\cdots &\cdots &\cdots &b_{1}\\0&0&\cdots &a_{0}&0&0&\cdots &b_{0}\\\end{pmatrix}}{\begin{pmatrix}u_{m-1}\\u_{m-2}\\\cdots \\u_{0}\\-v_{n-1}\\-v_{n-2}\\\cdots \\-v_{0}\\\end{pmatrix}}={\begin{pmatrix}0\\0\\0\\0\\0\\0\\0\\0\\\end{pmatrix}}}
Матрица этой системы и есть матрица Сильвестра {\displaystyle S_{P,Q}}, построенная по многочленам {\displaystyle P} и {\displaystyle Q} (также матрицей Сильвестра называют транспонированную к ней матрицу). Поскольку матрица системы получилась квадратная, нетривиальное решение существует тогда и только тогда, когда равен нулю определитель этой системы. По определению, результант многочленов и есть определитель соответствующей матрицы Сильвестра:
{\displaystyle \mathrm {res} (P,Q)=\det S_{P,Q}}
Основной вывод из вышерассмотренного состоит в том, что результант — это многочлен с целыми коэффициентами от коэффициентов {\displaystyle P} и {\displaystyle Q}, равный нулю в том и только том случае, когда у многочленов {\displaystyle P} и {\displaystyle Q} имеется нетривиальный общий делитель (степени 1 или выше), и как следствие, общий корень, возможно, в некотором расширении поля {\displaystyle \mathbb {K} }.

## Результант как функция корней
Предположим, полиномы {\displaystyle P(x)} и {\displaystyle Q(x)} имеют полную систему корней {\displaystyle \{x_{1},x_{2},\dots ,x_{n}\}} и {\displaystyle \{x'_{1},x'_{2},\dots ,x'_{m}\}} в некотором расширении основного поля {\displaystyle \mathbb {K} }.
Тогда они полностью разложимы 
{\displaystyle P(x)=a_{n}(x-x_{1})(x-x_{2})\dots (x-x_{n})},
{\displaystyle Q(x)=b_{m}(x-x'_{1})(x-x'_{2})\dots (x-x'_{m})},
и их коэффициенты связаны с корнями формулами Виета:
{\displaystyle a_{n-k}=(-1)^{k}a_{n}\sigma _{k}(x_{1},x_{2},\dots ,x_{n})}
{\displaystyle b_{m-k}=(-1)^{k}b_{m}\sigma _{k}(x'_{1},x'_{2},\dots ,x'_{m})},
где {\displaystyle \sigma _{k}} - элементарные симметрические многочлены. Так как они имеют целые коэффициенты, после подстановки формул Виета в определитель Сильвестра получится выражение
{\displaystyle \mathrm {res} (P,Q)=a_{n}^{m}b_{m}^{n}F(x_{1},x_{2},\dots ,x_{n};x'_{1},x'_{2},\dots ,x'_{m})},
где {\displaystyle F\in \mathbb {Z} [x_{1},x_{2},\dots ,x_{n};x'_{1},x'_{2},\dots ,x'_{m}]} - полином с целыми коэффициентами от всех своих параметров - корней многочленов {\displaystyle P(x)} и {\displaystyle Q(x)}.
Если какой-нибудь из корней {\displaystyle x_{i}} совпадает с каким-нибудь корнем {\displaystyle x'_{j}}, многочлены {\displaystyle P(x)} и {\displaystyle Q(x)} имеют нетривиальный общий делитель (а именно, {\displaystyle x-x_{i}}), их результант будет равен 0, и следовательно, многочлен {\displaystyle F} тоже обнулится. Это значит, что он делится на каждую разность {\displaystyle x_{i}-x'_{j}}, и, поскольку эти разности взаимно просты в кольце многочленов {\displaystyle \mathbb {Z} [x_{1},x_{2},\dots ,x_{n};x'_{1},x'_{2},\dots ,x'_{m}]}, он делится и на их произведение. Следовательно, 
{\displaystyle F=G\cdot \prod \limits _{i,j}(x_{i}-x'_{j})}.
Сравнение степеней позволяет убедиться, что для каждого {\displaystyle x_{i}} {\displaystyle \deg _{x_{i}}G=0}. В самом деле, по свойству симметрических много членов 
{\displaystyle \deg _{x_{i}}a_{n-k}=\deg _{x_{i}}\sigma _{k}(x_{1},x_{2},\dots ,x_{n})=1},
и так как коэффициенты {\displaystyle a_{n-k}} присутствуют ровно в {\displaystyle m} столбцах матрицы Сильвестра, то
{\displaystyle \deg _{x_{i}}\mathrm {res} (P,Q)\leqslant m=\deg _{x_{i}}\prod \limits _{i,j}(x_{i}-x'_{j})}, так что
{\displaystyle \deg _{x_{i}}G=\deg _{x_{i}}\mathrm {res} (P,Q)-\deg _{x_{i}}\prod \limits _{i,j}(x_{i}-x'_{j})\leqslant 0}.
Аналогично получается {\displaystyle \deg _{x'_{j}}G=0}, так что множитель {\displaystyle G} должен быть константой. Далее сравнение коэффициентов в определителе Сильвестра и в произведении разностей корней даёт, что {\displaystyle G=1}. Окончательно получается формула результанта как функции корней:
{\displaystyle \mathrm {res} (P,Q)=a_{n}^{m}b_{m}^{n}\prod _{i,j}(x_{i}-x'_{j})}.
Третья формула результанта получается из предыдущей группировкой множителей:
{\displaystyle \mathrm {res} (P,Q)=a_{n}^{m}b_{m}^{n}\prod _{i,j}(x_{i}-x'_{j})=a_{n}^{m}\prod _{i}(b_{m}\prod _{j}(x_{i}-x'_{j}))=a_{n}^{m}\prod _{i}Q(x_{i})}, т.е.
{\displaystyle \mathrm {res} (P,Q)=a_{n}^{m}\prod _{i}Q(x_{i})}.
Данная формула работает уже без каких-либо предположений о корнях многочлена {\displaystyle Q(x)}. Аналогично этому выводится формула:
{\displaystyle \mathrm {res} (P,Q)=(-1)^{mn}b_{m}^{n}\prod _{j}P(x'_{j})}.

## Алгоритм Евклидадля нахождения результанта двух многочленов
При нахождении НОД многочленов алгоритмом Евклида получается цепочка многочленов {\displaystyle f_{0}(x),f_{1}(x),\dots ,f_{m}(x)}, степени которых убывают: {\displaystyle d_{0}\geqslant d_{1}>d_{2}\dots >d_{n}}, а сами они связаны линейными соотношениями:
{\displaystyle f_{k+1}(x)=g_{k}(x)f_{k}(x)+f_{k-1}(x)}
где {\displaystyle g_{k}(x)\in K[x]} - некоторые многочлены (неполные частные при делении с остатком). Пусть ещё {\displaystyle a_{0},a_{1},\dots ,a_{m}\in K} - коэффициенты при старших степенях переменной {\displaystyle x} в многочленах {\displaystyle f_{0}(x),f_{1}(x),\dots ,f_{m}(x)}.
Применим третью формулу результанта к паре соседних многочленов {\displaystyle f_{k+1}(x),f_{k}(x)} в данной цепочке:
{\displaystyle \mathrm {res} (f_{k},f_{k+1})=a_{k}^{d_{k+1}}\prod \limits _{x_{i}:f_{k}(x)=0}f_{k+1}(x_{i})=a_{k}^{d_{k+1}}\prod \limits _{x_{i}:f_{k}(x)=0}f_{k-1}(x_{i})},
так как, очевидно {\displaystyle f_{k+1}(x_{i})=f_{k-1}(x_{i})}. Следовательно, получается реуррентное соотношение:
{\displaystyle \mathrm {res} (f_{k},f_{k+1})=a_{k}^{d_{k+1}-d_{k-1}}\mathrm {res} (f_{k},f_{k-1})}.
Если многочлены {\displaystyle f_{0}(x),f_{1}(x)} не взаимно просты, то {\displaystyle \mathrm {res} (f_{k},f_{k+1})=0}, в противном случае последний ненулевой многочлен в цепочке - константа, и с точностью до знака
{\displaystyle \mathrm {res} (f_{0},f_{1})=\pm \prod \limits _{k=1}^{m}a_{k}^{d_{k+1}-d_{k-1}}}.
Именно на этой формуле часто основаны алгоритмы расчёта результанта двух многочленов, используемые в системах компьютерной алгебры.

## Свойства и способы вычисления
- {\displaystyle \mathrm {res} (P_{1}P_{2},Q)=\mathrm {res} (P_{1},Q)\mathrm {res} (P_{2},Q)}
- {\displaystyle \mathrm {res} (P,\operatorname {const} )=\operatorname {const} ^{\deg P}}
- {\displaystyle \mathrm {res} (AP(x),BQ(x))=A^{\deg Q}B^{\deg P}\mathrm {res} (P(x),Q(x))}
- Если {\displaystyle A,C\neq 0,\deg(AP(x)+BQ(x))=\deg(CP(x)+DQ(x))=n\geqslant 1}, то

{\displaystyle \mathrm {res} (AP(x)+BQ(x),CP(x)+DQ(x))=(AD-BC)^{n}\mathrm {res} (P(x),Q(x))}
- {\displaystyle \mathrm {res} (P,Q)=0\Leftrightarrow \deg \gcd(P,Q)\geqslant 1}, т.е. результант тогда и только тогда равен нулю, когда НОД многочленов нетривиален. Вообще, вычисление результанта может быть произведено с помощью алгоритма Евклида, и именно так вычисляется результант в различных матпакетах.
- Для многочленов {\displaystyle P(x),Q(x)} существуют многочлены {\displaystyle U(x),V(x)} с {\displaystyle \deg {U}\leqslant \deg {P}-1,\deg {V}\leqslant \deg {Q}-1} такие, что

{\displaystyle \mathrm {res} (P(x),Q(x))=P(x)V(x)+Q(x)U(x)}. Многочлены {\displaystyle U(x),V(x)} с {\displaystyle m=\deg U,n=\deg V} могут быть получены из представления результанта определителем в форме Сильвестра, в котором последний столбец заменён на {\displaystyle (x^{m},...,x,1,0,...,0)^{T}} для {\displaystyle U(x)} или на {\displaystyle (0,...,0,x^{n},...,x,1)^{T}} для {\displaystyle V(x)}.
- Для сепарабельного многочлена, в частности, для полей характеристики нуль, результант равен произведению значений одного из многочленов по корням другого, как и раньше, произведение берётся с учётом кратности корней:

{\displaystyle \mathrm {res} (P,Q)=a_{n}^{m}\prod _{P(\alpha )=0}Q(\alpha )=(-1)^{mn}b_{m}^{n}\prod _{Q(\beta )=0}P(\beta )}
- Дискриминант — это, с точностью до знака, результант многочлена и его производной, поделённый на старший коэффициент многочлена; тем самым, дискриминант равен нулю тогда и только тогда, когда у многочлена есть кратные корни.